# سفر ترامپ به خلیج فارس
دونالد ترامپ، رئیس‌جمهور آمریکا، از ۱۳ تا ۱۶ ماه مه ۲۰۲۵ (۲۳ تا ۲۶ اردیبهشت ۱۴۰۴) به خلیج فارس سفر کرد. بازدید از کشورهای عربستان سعودی، قطر و امارات متحدهٔ عربی در برنامهٔ این سفر قرار داشت. صرف نظر از سفر یک روزه به رم برای شرکت در مراسم تشییع پاپ فرانسیس، این اولین سفر خارجی ترامپ در دورهٔ دوم ریاست جمهوری او به شمار می‌رود.

## اهمیت سفر ترامپ بهخلیج فارس
از ابتدای دولت دوم ترامپ قرار بود عربستان سعودی نخستین مقصد سفر خارجی رئیس‌جمهور آمریکا باشد (همان‌طور که در ماه مه ۲۰۱۷ در دورهٔ نخست ریاست‌جمهوری‌اش نیز چنین بود) اما درگذشت پاپ فرانسیس ترامپ را به ایتالیا و واتیکان کشاند.

## کشورهایی که در برنامهٔ سفر قرار دارند
براساس اعلام رسمی کاخ سفید، مقاصد رئیس‌جمهور آمریکا عربستان سعودی، قطر و امارات متحدهٔ عربی است. ترامپ ۱۷ اردیبهشت ۱۴۰۴ در جمع خبرنگاران کاخ سفید اعلام کرد که در این سفر قصد بازدید از اسرائیل را ندارد.

## گمانه‌زنی‌ها در مورد اهداف سفر

### جذب سرمایه‌گذاری خارجی
برخی معتقدند که ترامپ برای مستحکم کردن موقعیت خود نیاز به دستاوردهای ملموس اقتصادی دارد و در این رابطه، جذب سرمایه‌گذاری خارجی و کاهش چالش‌های اقتصادی آمریکا یکی از مهم‌ترین موضوعاتی است که رئیس‌جمهور آمریکا بر آن متمرکز است.

## حواشی قبل از سفر

### تغییر نامخلیج فارس
دونالد ترامپ روز سه‌شنبه ۱۶ اردیبهشت ۱۴۰۴ در دیدار با نخست‌وزیر کانادا در کاخ سفید به خبرنگاران گفت: «ما یک اعلان خیلی خیلی بزرگ خواهیم داشت؛ بزرگتر از این نمی‌شود. به شما نمی‌گویم در چه مورد است؛ اما خیلی مثبت است. یکی از مهم‌ترین اعلان‌هایی خواهد بود که در سال‌های اخیر در مورد یک موضوع خاص صادر شده است». رئیس‌جمهور ایالات متحده توضیح بیشتری در این مورد نداد و تنها گفت که این پیام مهم «پنجشنبه یا جمعه یا دوشنبه قبل از سفر ما [به خاورمیانه]» اعلام خواهد شد.
پس از این سخنان ترامپ گمانه‌زنی‌ها آغاز شد و آسوشیتدپرس به نقل از دو مقام آمریکایی اعلام کرد که، دونالد ترامپ، رئیس‌جمهور آمریکا قصد دارد در جریان سفر به عربستان سعودی اعلام کند که ایالات متحده از این پس «خلیج فارس» را «خلیج عربی» یا «خلیج عربستان» می‌نامد.
پس از آن انتشار این گزارش، ۱۷ اردیبهشت ۱۴۰۴ ترامپ در جمع خبرنگاران کاخ سفید در این مورد موضع‌گیری کرد و گفت «زمانی که به خاورمیانه سفر کنم، از من دربارهٔ آن خواهند پرسید و باید دربارهٔ آن تصمیم بگیرم».

### واکنش‌ها به گمانه‌زنی در مورد تغییر نام خلیج فارس
شاهزاده رضا پهلوی در شبکه‌های اجتماعی خودش نوشت: «خلیج فارس فقط یک نام نیست، بلکه یک واقعیت تاریخی است. هزاران سال است که ایرانیان، اعراب و غربی‌ها این پهنهٔ آبی میان ایران و شبه‌جزیرهٔ عربستان را با نام واقعی و یگانه‌اش، خلیج فارس، می‌شناسند. تصمیم گزارش‌شدهٔ رئیس‌جمهور ترامپ برای تحریف تاریخ، در صورتی که درست باشد، توهینی به مردم ایران و تمدن بزرگ ما است، اما مقصر اصلی این اقدام شرم‌آور نیز کسی جز علی خامنه‌ای و رژیم ضد ایرانی‌اش نیست که کشور ما را آن‌چنان تضعیف کرده‌اند که قدرت‌های خارجی به خود اجازه توهین به هویت ملی ایران و تحریف تاریخ جهان را می‌دهند. جمهوری اسلامی بانی این بحران ملی است و ما زیر پرچم این رژیم غاصب گرد نخواهیم آمد. بلکه همهٔ ما ایرانیان، فارغ از گرایش، باور یا دیدگاه سیاسی، می‌بایست یک بار و برای همیشه زیر پرچم شیر و خورشید متحد شویم تا بار دیگر این پرچم را بر فراز ایران و خلیج همیشه فارس برافراشته سازیم. خلیج فارس میراث ملی ماست و دفاع از شرافت و نام آن، مسئولیتی ملی است که هر یک از ما باید به هر شکل ممکن آن را به دوش بکشیم».
حامد اسماعیلیون در شبکهٔ ایکس نوشت: «نامه‌نگاری نمایشی با علی خامنه‌ای از یک سو و قصد تغییر نام خلیج فارس از سوی دیگر بخشی از مردم را به حمایت از ایدئولوژی‌های سرکوبگر جمهوری اسلامی سوق می‌دهد بیش از آن‌که کمکی به پایان عمر دیکتاتور باشد. حکومت اسلامی کار را به جایی رسانده است که تاریخ ایران به تاراج هر از راه رسیده‌ای برود. تاریخ با رئیس‌جمهورهای آمریکا آغاز نمی‌شود و با آن پایان نمی‌یابد… ایران و خلیج فارس برخلاف عمر مستبدان برقرار خواهند ماند».
محمد جواد ظریف در شبکهٔ ایکس نوشت «آنچه پیرامون استفاده از نام ساختگی برای خلیج فارس شنیده می‌شود هر ایرانی میهن‌دوست از هر گرایشی را به خشم می‌آورد. برای ایران، به جهانیان و ساکنان کاخ سفید نشان خواهیم داد که ایرانیان، همراه و هم‌زبان، این سوداگری کوته‌بینانه را برنمی‌تابند. شاید فردا برای این همبستگی میهنی دیر باشد».
عباس عراقچی در شبکهٔ ایکس نوشت: «نام خلیج فارس، مانند بسیاری از نام‌های جغرافیایی، ریشهٔ عمیق در تاریخ بشر دارد. ایران هرگز به استفاده از نام‌هایی مانند دریای عمان، اقیانوس هند، دریای عرب یا دریای سرخ اعتراضی نداشته است. استفاده از این نام‌ها به معنای مالکیت هیچ ملت خاصی نیست، بلکه نشان‌دهندهٔ احترام مشترک به میراث جمعی بشریت است. در مقابل، اغراض سیاسی برای تغییر نام تاریخی خلیج فارس، نشان‌دهندهٔ نیت خصمانه علیه ایران و مردم آن است و به شدت محکوم می‌شود. چنین اقدامات مغرضانه‌ای، توهین به همهٔ ایرانیان، صرف نظر از پیشینه یا محل اقامت آن‌هاست. امیدوارم شایعات مضحکی که در مورد نام خلیج فارس وجود دارد، چیزی بیش از یک کمپین دروغ‌پراکنی توسط افراد «همیشه جنگ‌طلب» برای خشمگین کردن ایرانیان در سراسر جهان و تحریک آن‌ها نباشد. مطمئنم که رئیس‌جمهور آمریکا می‌داند که نام خلیج فارس قرن‌ها قدمت دارد و توسط همهٔ نقشه‌نگاران و نهادهای بین‌المللی به رسمیت شناخته شده است و حتی تا همین اواخر دههٔ ۱۹۶۰ توسط همهٔ رهبران منطقه در مکاتبات رسمی خود استفاده می‌شد. هرگونه اقدام کوته‌بینانه در این زمینه هیچ اعتبار یا اثر قانونی یا جغرافیایی نخواهد داشت، جز آنکه خشم همهٔ ایرانیان از هر قشر و عقیدهٔ سیاسی در ایران، ایالات متحده و سراسر جهان را به دنبال خواهد آورد».